# Hancavičy
Hancavičy (in bielorusso Ганцавічы?; in russo Ганцевичи?) è una città della Bielorussia, situata nella regione di Brėst.